# Азійсько-Тихоокеанський театр воєнних дій Першої світової війни
Азіатсько-тихоокеанський театр воєнних дій Першої світової війни — завоювання Британської та Японської імперіями німецьких колоніальних володінь в територіальному Китаї та Тихому океані. Якщо не рахувати японської атаки Ціндао за підтримки британського флоту, то більшість захоплень пройшло відносно безкровно. До листопада 1914 року, Велика Британія, її домініони та Японська імперія захопили всі володіння Німеччини. Після цього всі військові дії в цьому регіоні звелися до боротьби з німецькими рейдерами.
Водночас, незадоволеність Японії своїми територіальними придбаннями за підсумками Першої світової війни стала одним із приводів вступу її в Другу світову.